# Susana Díaz Pacheco
Susana Díaz Pacheco (Sevilla, 18 d'octubre de 1974) és una advocada i política andalusa, presidenta de la Junta d'Andalusia entre 2013 i 2019.

## Biografia
Susana Díaz és la filla més gran de José Díaz, lampista de l'Ajuntament de Sevilla, i la seva dona, mestressa de casa, que van tenir tres filles més. Ha viscut sempre al barri sevillà de Triana. A la seva infància amb els seus pares anava a l'Estadi Benito Villamarín per veure jugar al Reial Betis Balompié. Va estudiar la carrera de Dret a la Universitat de Sevilla i, amb 17 anys, va ingressar en les Joventuts Socialistes.
El 1997 fou elegida secretària d'Organització de les Joventuts Socialistes d'Andalusia, deixant de banda els seus estudis universitaris de Dret, que no va completar fins deu anys després d'haver començat la carrera. Posteriorment va realitzar un curs d'Alta Direcció d'Institucions Socials per la Fundació San Telmo. El 1999 va ser regidora pel PSOE a l'Ajuntament de Sevilla i, amb l'alcalde Alfredo Sánchez Monteseirín, va ser delegada de Joventut i Ocupació i després de Recursos Humans. També va ser delegada del districte de Triana-Los Remedios. El 2002 va contreure matrimoni amb el sevillà José María Moriche.

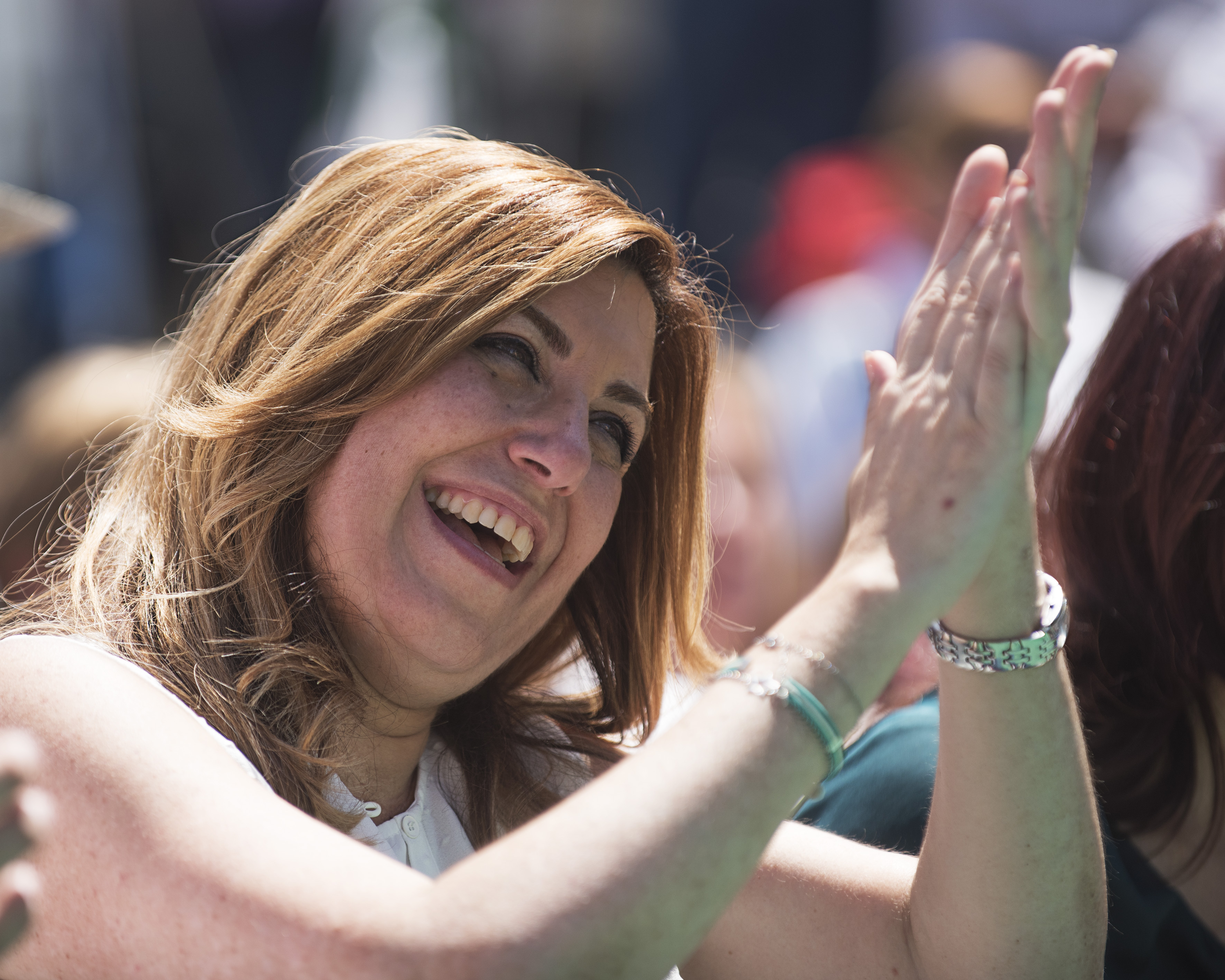
Festa de la Rosa a Martos (9-5-2015)

Va ocupar diversos càrrecs polítics com ara diputada per Sevilla al Congrés dels Diputats entre 2004 i 2008, diputada per Sevilla al Parlament d'Andalusia des de 2008, i senadora per Andalusia entre 2011 i 2012. També dins del PSOE fou secretària d'Organització del PSOE de Sevilla entre 2004 i 2010 i del PSOE d'Andalusia des de març del 2010 fins a juliol del 2012.
El 6 de maig de 2012, José Antonio Griñán la va nomenar Consellera de Presidència i Igualtat en la Junta d'Andalusia. Va ser secretària general del PSOE de Sevilla entre el 14 juliol 2012 i el 30 novembre de 2013.
El 4 de juliol de 2013 va ser proclamada candidata a la presidència de la Junta d'Andalusia sense necessitat de celebrar primàries, havent aconseguit l'aval de més de 21.000 militants del PSOE-A, i en no aconseguir els seus rivals els avals necessaris per concórrer-hi. El 27 d'agost de 2013, després de la renúncia de Griñán, el PSOE-A va presentar Susana Díaz com a candidata a la presidència. El setembre del 2013, amb 58 vots favorables corresponents al PSOE-A i Esquerra Unida Els Verds-Convocatòria per Andalusia, enfront de 48 vots en contra per part del PP, fou investida nova presidenta de la Junta d'Andalusia.
L'han relacionat amb les investigacions del Cas Edu, sobre malversació de cabals públics, també anomenat «frau dels cursos de formació».

### Presidència d'Andalusia
El 4 de setembre de 2013 va fer una crida a fer front al «desafiament català» en el seu discurs d'investidura com a nova Presidenta de la Junta d'Andalusia. El gener del 2015, ja com a presidenta, va anunciar que trencava el pacte de govern amb IU, i va dissoldre la cambra del Parlament d'Andalusia l'endemà, al·legant desconfiança en els seus socis. El 30 de juliol del mateix any va néixer el seu fill.
Durant el seu mandat va publicar-se la sentència del cas dels ERO d'Andalusia, amb una condemna rotunda a més de dues dècades de governs de PSOE, amb presó inclosa per a qui havia estat el seu predecessor i mentor, i l'ordre de processament pel frau d'UGT que esquitxava directament en el partit el seu marit.
Va exercir de presidenta de la Comunitat Autònoma d'Andalusia fins al 18 de gener de 2019, quan el succeí el candidat del Partit Popular Juan Manuel Moreno gràcies a un pacte assolit entre el Partit Popular i Ciudadanos, amb el vot favorable de Vox, després de les eleccions autonòmiques del 2 de desembre de 2018, posant així fi a 36 anys de govern socialista de manera ininterrompuda en la Junta d'Andalusia.

### Candidatura a secretaria general
El 28 de setembre de 2016, 17 membres de l'Executiva Federal del PSOE van dimitir, per forçar la dimissió del llavors secretari general Pedro Sánchez. Díaz va defensar l'acció, mostrant-se contrària a un pacte de govern entre el PSOE i Podemos. Sánchez va haver de dimitir i el partit passà a ser gestionat per una comissió gestora. Al cap d'uns mesos, el 26 de març de 2017, Susana Díaz es va presentar formalment com a candidata a la secretaria general del Partit, en un acte amb més de 7.000 persones, entre les quals tota la plana major històrica del partit, com Felipe González, José Luis Rodríguez Zapatero, Alfredo Pérez Rubalcaba, José Bono, Alfonso Guerra o Carme Chacón, entre altres figures destacades, i milers de militants. El 21 de maig va perdre les primàries en les quals s'enfrontava a Patxi López, i a Pedro Sánchez, que va guanyar per majoria absoluta.